# Nesocharis ansorgei
El olivino acollarado (Nesocharis ansorgei) es una especie de ave paseriforme de la familia Estrildidae propia del África ecuatorial. 
Se puede encontrar en Burundi, República Democrática del Congo, Ruanda, Tanzania y Uganda. Se estima que su área de distribución alcanza los 94.000 km². Su estado de conservación según la Lista Roja es de bajo riesgo (LC).